# Grauer Lappenspanner
Der Graue Lappenspanner (Lobophora halterata) ist ein Schmetterling aus der Familie der Spanner (Geometridae). Der Artname leitet sich von dem lateinischen Wort halter mit der Bedeutung „Hantel“ ab und bezieht sich auf die wohlausgebildeten Lappen der männlichen Hinterflügel, die den Halteren oder Schwingkölbchen ähneln. Im englischen Sprachgebrauch wird die Art als Seraphim bezeichnet. Bei Seraphim handelt es sich um Engel mit sechs Flügeln, die auch der hier behandelte Schmetterling aufweist.

## Merkmale

### Falter
Die Falter erreichen eine Flügelspannweite von 23 bis 27 Millimetern. Zwischen den Geschlechtern besteht farblich kein Sexualdimorphismus, jedoch zeigen nur die Männchen ein rudimentäres drittes Flügelpaar, die sogenannten Wurzellappen. Die Vorderflügelfarbe variiert auf der Oberseite in verschiedenen Grautönungen und zeigt eine schwache dunkle Marmorierung. Die Basalregion ist schwarzgrau verdunkelt. Zuweilen treten Exemplare mit gänzlich schwarzen Vorderflügeln auf, die als f. nigra Warnecke bezeichnet werden. Die Hinterflügeloberseite ist weißlich gefärbt, zum Saum hin leicht verdunkelt. An der Wurzel der Hinterflügel entspringt ein relativ großes, weißliches drittes Flügelpaar, das ungefähr die halbe Hinterflügellänge erreicht, in der Ruheposition auf den Hinterflügeln aufliegt und dann von den Vorderflügeln vollständig verdeckt wird.

### Raupe
Ausgewachsene Raupen haben eine gelbgrüne Farbe und weißlich gelbe Nebenrückenlinien. Die Afterspitzen sind lang und spitz.

### Puppe
Die Puppe ist rötlich braun gefärbt. Der Kremaster hat die Form eines kleinen Stockankers.

### Ähnliche Arten
- Dem Hellgrauen Lappenspanner (Trichopteryx carpinata) fehlt die schwärzliche Basalregion auf der Vorderflügeloberseite. Bei den Männchen sind sie Wurzellappen außerdem wesentlich kleiner als beim Grauen Lappenspanner.

## Verbreitung und Lebensraum
Das Verbreitungsgebiet des Grauen Lappenspanners erstreckt sich von Ostasien durch die gemäßigte Zone bis nach Europa. Die Art kommt auch auf den Britischen Inseln vor, im Norden bis zum Polarkreis. Hauptlebensraum sind Misch- und Auwälder sowie Gärten und Parklandschaften. In den Alpen steigt sie bis in Höhen von 1600 Metern.

## Lebensweise
Die Falter sind nachtaktiv und fliegen in einer Generation von Mitte Mai bis Anfang Juni. Tagsüber ruhen sie gerne an Baumstämmen, nachts erscheinen sie nur spärlich an künstlichen Lichtquellen. Die Raupen lebend einzeln und ernähren sich u. a. von den Blättern von Pappel- (Populus), Birken- (Betula), Weiden- (Salix) oder Lindenarten. Die Art überwintert im Puppenstadium.